# Short Belfast
Die Short SC.5 Belfast ist ein von vier Propellerturbinen angetriebenes Transportflugzeug des britischen Herstellers Short Brothers & Harland Ltd. Die zehn gebauten Maschinen waren zunächst als Belfast C.1 für die Royal Air Force im Einsatz. Einige von ihnen wurden danach als zivile Frachtmaschinen verwendet.

## Geschichte
Die Short Belfast entstand auf Anforderung der Royal Air Force nach einem Transportflugzeug, mit dem 200 Soldaten oder schweres Gerät über weite Strecken transportiert werden können. Short begann 1959 mit der Entwicklung. Der Erstflug fand am 5. Januar 1964 statt, die Indienststellung bei der RAF erfolgte 1966. Zu diesem Zeitpunkt war sie das größte Flugzeug der britischen Streitkräfte. Aufgrund von Haushaltsproblemen der Regierung konnten nur 10 der geplanten 30 Einheiten angeschafft werden.

## Konstruktion

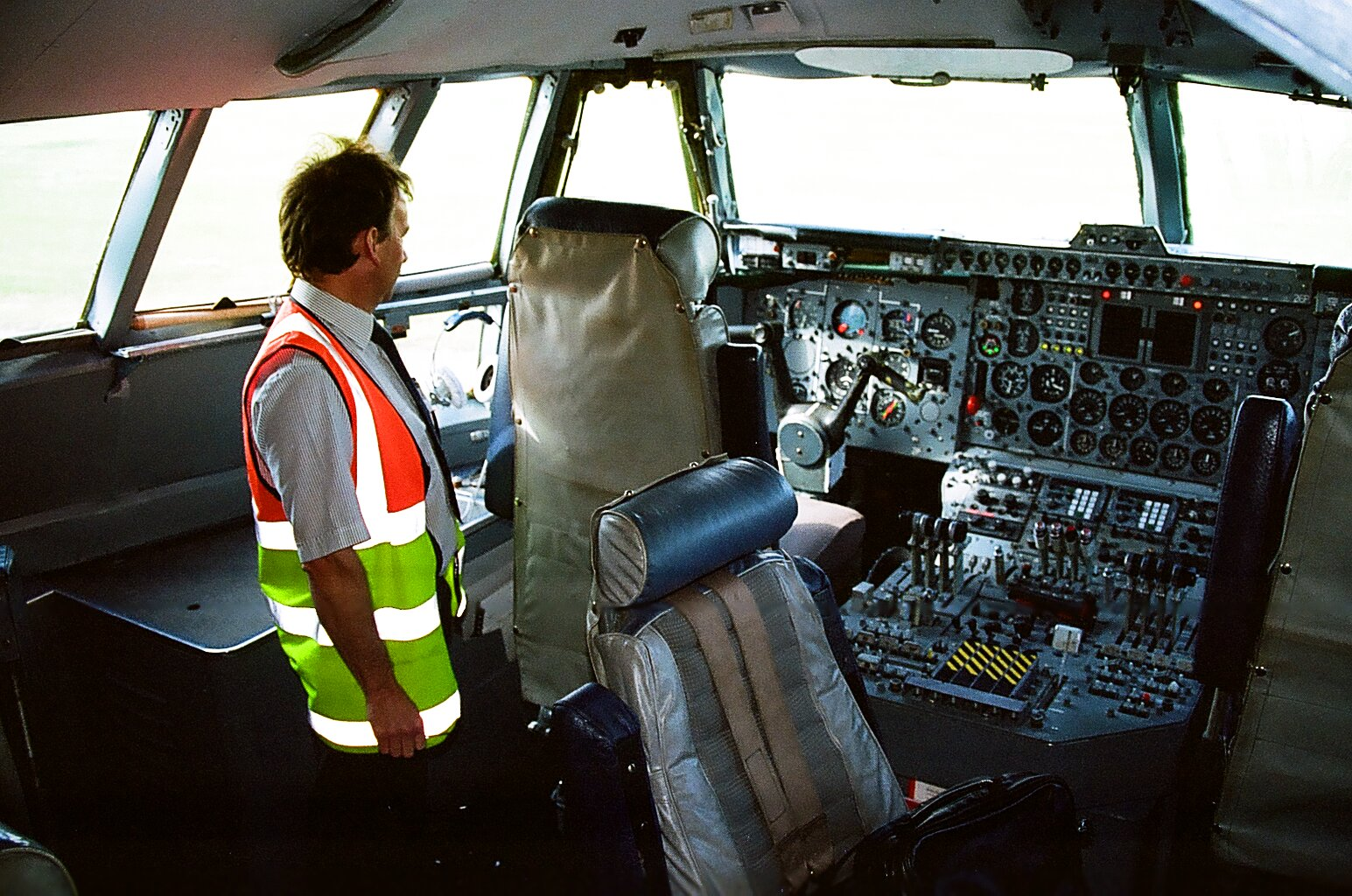
Das geräumige Cockpit der Short Belfast

Die Belfast ist ein als Schulterdecker ausgelegtes Ganzmetallflugzeug in Halbschalenbauweise. Als Antrieb dienen vier Propellerturbinen Rolls-Royce Tyne RTy.12 mit je 4275 kW Leistung. Die aus Aluminium gefertigten Vierblattpropeller besitzen einen Durchmesser von 4,90 m. Das Heckladetor wurde mit einer Laderampe versehen. Das einziehbare Fahrwerk besteht aus einem zweirädrigen vorderen Fahrwerksbein sowie aus einem zweiteiligen Hauptfahrwerk mit je acht Rädern.

## Nutzung
Im Laderaum konnten 150 vollausgerüstete Soldaten, ein mittlerer Kampfpanzer oder zwei Hubschrauber untergebracht werden. Mit einem Startgewicht von über 100 Tonnen gehört die Belfast zu den leistungsfähigsten propellergetriebenen Transportflugzeugen.
Die einzige mit der Belfast ausgerüstete RAF-Staffel war die 53. Squadron in RAF Fairford und RAF Brize Norton, die die Belfast von 1966 bis 1976 betrieb.
Bereits 1976 wurden die Flugzeuge im Rahmen einer Umstrukturierungsmaßnahme ausgemustert, fünf davon wurden an die TAC HeavyLift verkauft. Die übrigen wurden verschrottet. Die RAF mietete Belfasts 1982 für den Falklandkrieg und 1991/92 den Zweiten Golfkrieg.

## Technische Daten
| Kenngröße             | Daten                                                                         |
| --------------------- | ----------------------------------------------------------------------------- |
| Besatzung             | 2 Piloten, 1 Bordingenieur, 1 Navigator, 1 Lademeister                        |
| Länge                 | 41,58 m                                                                       |
| Spannweite            | 48,41 m                                                                       |
| Höhe                  | 14,33 m                                                                       |
| Flügelfläche          | 229,1 m²                                                                      |
| Flügelstreckung       | 10,2                                                                          |
| Nutzlast              | 34.000 kg                                                                     |
| Leermasse             | 59.000 kg                                                                     |
| Startmasse            | 104.325 kg                                                                    |
| Reisegeschwindigkeit  | 510 km/h                                                                      |
| Höchstgeschwindigkeit | 566 km/h                                                                      |
| Dienstgipfelhöhe      | 9.150 m                                                                       |
| Reichweite            | max. 8.530 km, 6.200 km mit 10.000 kg Nutzlast                                |
| Triebwerke            | vier Propellerturbinen Rolls-Royce Tyne RTy 12 mit je 4.275 kW (ca. 5.810 PS) |

## Erhaltene Flugzeuge

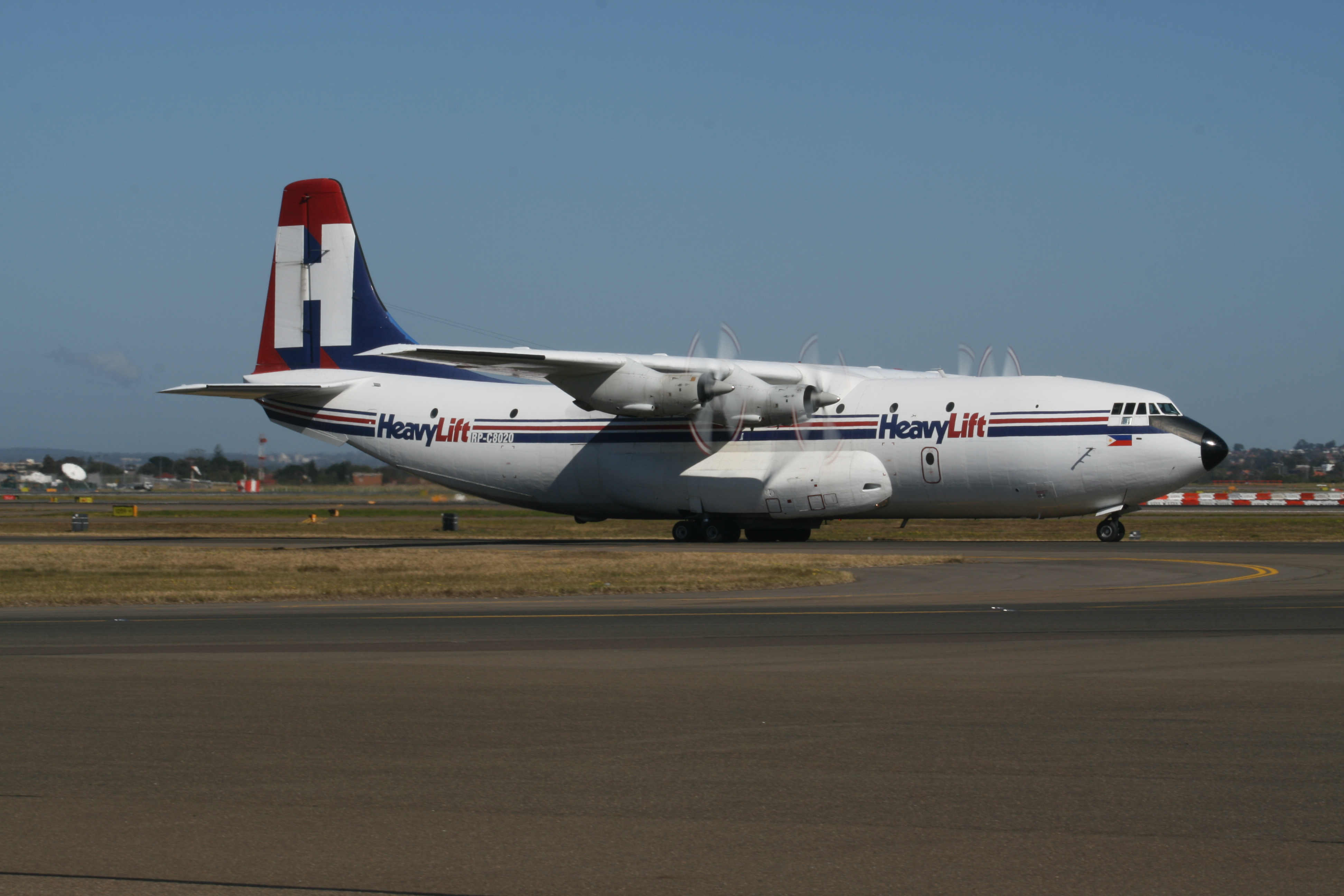
Short Belfast registriert in den Philippinen RP-C8020

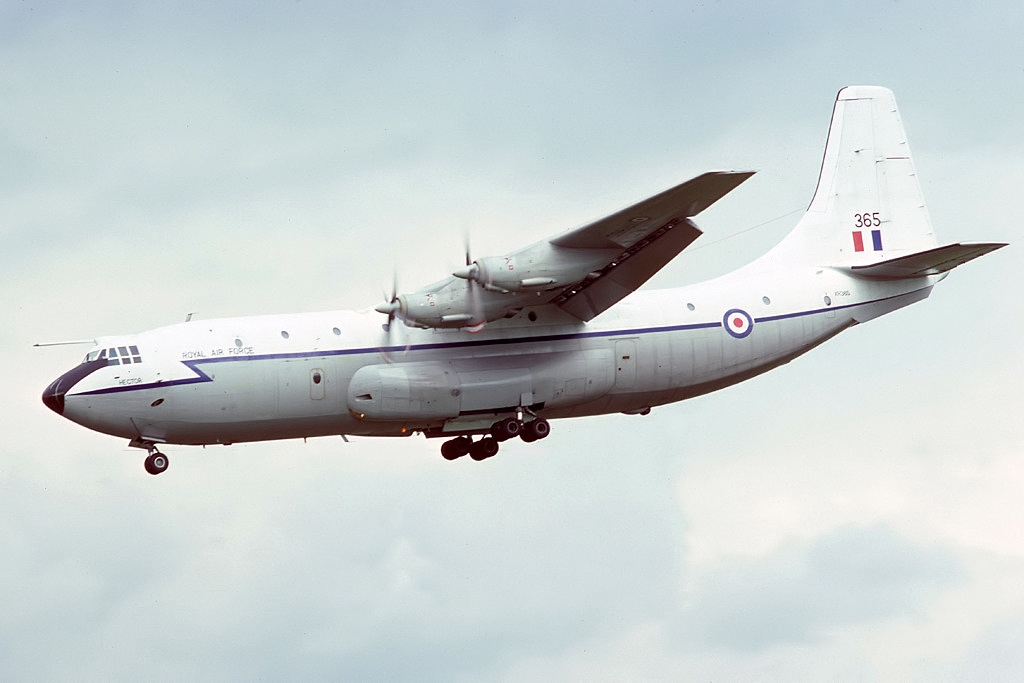
Belfast XR365 der RAF, Brize Norton 1976

Eine Belfast war bis etwa 2009 für die australische Fluggesellschaft HeavyLift Cargo Airlines im Einsatz und war danach auf dem Flughafen Cairns abgestellt. Seit Ende August 2023 trägt sie das amerikanische Luftfahrzeugkennzeichen N1819S und wird aufwendig restauriert.
Ein zweites Flugzeug mit dem Kennzeichen XR371 befindet sich seit 1978 im Außenbereich des Royal Air Force Museum in Cosford.

## Vergleichbare Flugzeugtypen
- Antonow An-22
- Douglas C-133